# Färgmättnad

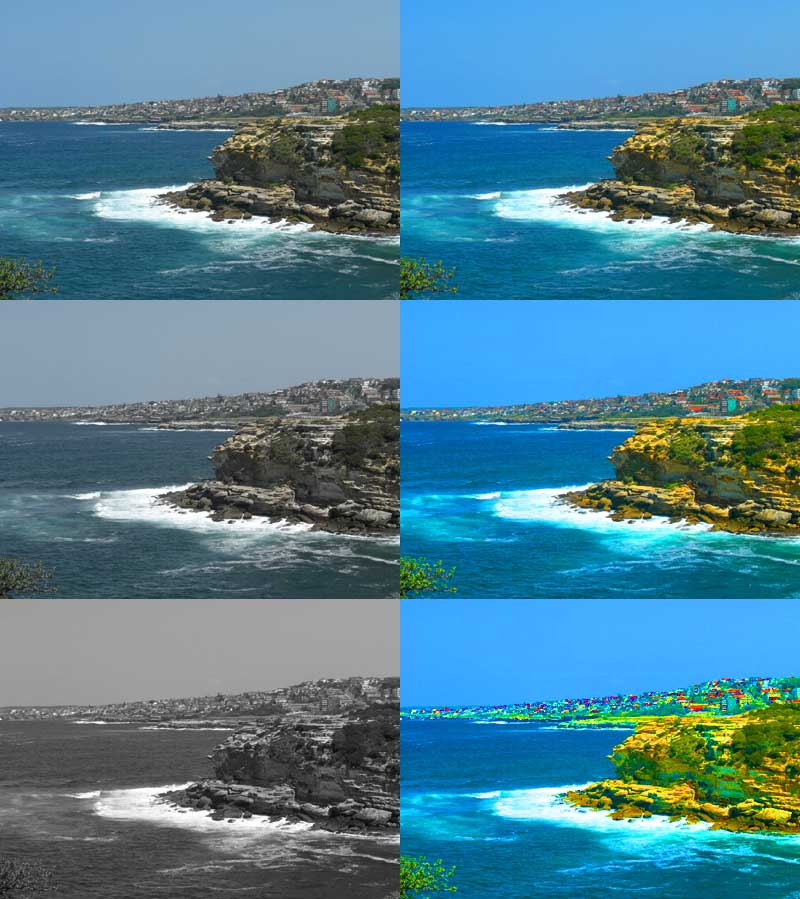
Bilder med olika färgmättnad (HSV) framställd i Photoshop:
Överst till vänster - originalbild
Vänster mittbild - 50% mindre mättnad
Nederst till vänster - 100% mindre mättnad
Överst till höger - 50% mer mättnad
Höger mittbild - 75% mer mättnad
Nederst till höger - 100% mer mättnad

Ordet färgmättnad eller mättnad används i dagligt språk för att ange intensiteten hos en färg. Den engelska motsvarigheten är saturation, ett ord som exempelvis används i datorgrafikens färgblandningsprogram HSL och HSV (även kallat HSB och på svenska NMI). Problemet är att mättnad inte definieras likadant i dessa båda system, och inte heller inom färgvetenskapen som helhet. Här presenteras några av dess alternativa definitioner.
I vardagsspåket används mättnad oftast för att ange hur stark färgen är, på ett sätt som motsvarar kulörthet i färgsystemet NCS.
I den kolorimetriska färgrymden CIELAB finns ingen officiell definition av mättnad, men kolorimetrin brukar definiera mättnad hos färgat ljus som förhållandet mellan dess colourfulness och dess brightness. Att vi här använder de engelska orden beror på att en översättning till svenska skulle skapa ytterligare förvirring, eftersom det svenska ordet ljushet har en vidare betydelse än det engelska brightness. Inom kolorimetrin skiljer man alltså mellan mättnad och färgstyrka.
I färgsystemet Munsell finns ingen definition av mättnad, och i färgsystemet NCS definieras mättnad som förhållandet mellan en färgs kulörthet och dess vithet.